# 佐世保市立東和中学校 (旧制)
旧制佐世保市立東和中学校（きゅうせいさせぼしりつ とうわちゅうがっこう）は、1940年（昭和15年）に創立された旧制中学校。
現在の長崎県立佐世保北高等学校と長崎県立佐世保南高等学校の前身となった学校の1つである。

## 沿革
佐世保市立東和中学校
- 1940年（昭和15年）4月1日 - 永安恕[1]によって中里町に「私立東和中学校」が創立。

多くの中等教育諸学校は佐世保市の中心部にあったため、相浦地域・佐々方面の生徒は通学の便が悪く、特に田平以南の北松浦郡方面の生徒が困っていたが、東和中学校の創立によって緩和された。
- 1941年（昭和16年）4月1日 - 中等学校令の施行により、この時の入学生から修業年限が5年から4年に短縮される。
- 1945年（昭和20年）
  - 3月 - 教育ニ関スル戦時非常措置方策に基づく修業年限4年施行の前倒しにより、4年生と5年生の合同卒業式が行われる。
  - 4月1日 - 学校での授業が停止される。ただし勤労動員は継続される。
  - 8月15日 - 終戦。
  - 9月 - 授業を再開。
- 1946年（昭和21年）4月1日 - 修業年限が4年から5年に戻る。
- 1947年（昭和22年）
  - 4月1日
    - 佐世保市に移管され、「佐世保市立東和中学校」に改称。
    - 学制改革（六・三制の実施）が行われる。
      - 旧制中学校の生徒募集を停止（新入生（1年生）不在）。
      - 新制中学校を併設し（名称:佐世保市立東和中学校併設中学校、以下:併設中学校）、旧制中学校1・2年修了者を新制中学2・3年生として収容。
      - 併設中学校は経過措置としてあくまで暫定的に設置されたもので、新たに生徒募集は行われず、在校生が2・3年生のみの中学校であった。
      - 旧制中学校3・4年修了者はそのまま旧制中学校に在籍し、4・5年生になった（4年修了時点で卒業することもできた）。

佐世保市立東和高等学校
- 1948年（昭和23年）
  - 4月1日 - 学制改革（六・三・三制の実施）により、旧制中学校が廃止され、新制高等学校「佐世保市立東和高等学校」（男子校）が発足。
    - 旧制中学校卒業生（5年修了者）を新制高校3年生、旧制中学校4年修了者を新制高校2年生、併設中学校卒業生（3年修了者）を新制高校1年生として収容。
    - 併設中学校は新制高校に継承され（名称:佐世保市立東和高等学校併設中学校）、在校生が1946年（昭和21年）に旧制中学校へ最後に入学した3年生のみとなる。

  - 11月 - ニブロGHQ軍政部教育官の方針により、佐世保市内の普通科高等学校の統合・再編が決定する。
    - 内容 - 男子校3校[2]と女子校2校[3]、計5校を統合し、小佐世保川を境[4]に男女共学の「長崎県立佐世保北高等学校」と「長崎県立佐世保南高等学校」の2校を設置[5]。

長崎県立佐世保南高等学校・佐世保北高等学校
- 1949年（昭和24年）
  - 2月1日 - 「長崎県立佐世保南高等学校」と「長崎県立佐世保北高等学校」が正式に認可されて発足。併設中学校も、佐世保南・北の2校に統合される。
  - 3月31日 - 併設中学校が廃止される。

長崎県立佐世保南高等学校#沿革、長崎県立佐世保北中学校・高等学校#沿革も参照。
閉校後
- 現在佐世保市立中里中学校となっている。

## 歴代校長
- 初代 - 永安恕 （1940年（昭和15年）4月 ～ 1947年（昭和22年）3月）
- 第2代（最終） - 後藤直養 （1947年（昭和22年）4月 ～ 1924年（昭和24年）2月）

## 関連事項
- 旧制中学校
- 旧制中等教育学校の一覧 (長崎県)